# Sepé Tiaraju
Sepé Tiaraju   (São Luiz Gonzaga, 1723 - São Gabriel, 7 de febrer de 1756) va ser un guerrer indígena de l'ètnia guaraní, en l'època del Brasil colonial. Cap dels Set Pobles de les Missions, va rebutjar els acords resultants del Tractat de Madrid de 1750, liderant una revolta contra el colons. És considerat sant popular i va ser declarat heroi guaraní riograndense.
La història de Sepé Tiaraju es va convertir en un fenomen literari. Entre les adaptacions de la seva biografia, es considera que Romance dos Sete Povos das Missões (Alcy Cheuiche, 1975) és la més destacada. Així, el guerrer ha esdevingut una icona heroica que va contribuir a la conformació de la identitat i del territori de Rio Grande do Sul.

## Etimologia
Els registres fets pels jesuïtes presentaven Sepé Tiaraju amb la denominació Joseph Tyarayu, segons la grafia donada pels espanyols. La traducció d'aquest nom pels portuguesos seria José Tiaraju. Ja en les poblacions guaranís era conegut per diferents nomenclatures: Cacic Sepé, Capità, Alferes Real i Corregidor del Poble de São Miguel i la Província Jesuítica del Paraguai. Aquests són registres citats per l'autor Tau Golin, qui va escriure una de les més recents obres sobre Sepé Tiaraju.
Sepé va ser batejat en el cristianisme com José Tyarayu o Tiararu, no obstant això la reproducció del nom pels invasors espanyols i portuguesos va acabar amb l'alteració del nom a Tiaraju. Entre els indis era anomenat solament de Sepé, tot i haver estat trobat registrat en algunes formes: Çape, Seepé, Zepe, Sapé o Cepe. Alguns estudis proposen un significat alternatiu pel nom: Sape o Çape és el nom d'una gramínea molt comuna a Rio Grande do Sul, també dita capim santafé (Panicum prionitis). Aquesta espècie és utilitzada per recuperar les terres després de sequeres i focs, per això és representativa d'un senyal d'esperança i llum. Un altre possible significat atribuït al nom Sepé Tiaraju seria el de "cap" i "savi", com ell va significar pels pobles indígenes guaranís.

## Antecedents

Les Reduccions jesuïtes amb les fronteres actuals.

Les missions de la Companyia de Jesús al voltant del riu Uruguai tenien l'objectiu d'assimilar els indígenes a l'estil de vida de l'home blanc. Construïen petites viles amb cases col·lectives, botigues per comerciar amb els excedents i un centre administratiu, educatiu i mèdic. Els pajés (caps espirituals de la cultura guaraní) eren expulsats i substituïts per missioners jesuïtes, que prioritzaven l'ensenyament del catecisme amb la finalitat de convertir els indígenes al cristianisme. Les missions també exercien control sobre la producció i la distribució de renda, en una relació de semi-esclavitud amb els indígenes. De les 30 "reduccions" creades pels religiosos, 7 es trobaven a l'est del riu Uruguai (actual territori brasiler) i eren les anomenades Misiones Orientales o Set Pobles de les Missions.
Sepé és històricament conegut per haver resistit els atacs militars ibèrics en la regió on estaven localitzades les comunitats indígenes guaranís pertanyents als Set Pobles de les Missions, una enorme àrea que comprenia la part del sud del Brasil i del nord de l'Argentina, i propera a la frontera amb Paraguai. Un dels principals episodis de la vida de Sepé Tiaraju és l'anomenada Guerra Guaraní, en la que Sepé va liderar els indis guaranís en la resistència contra la desocupació dels Set Pobles de les Missions que els espanyols pretenien. La Guerra Guaranítica va durar de 1753 a la 1756, l'any de la mort de Tiaraju. El combat entre ibèrics i indis guaranís va ser motivada pel Tractat de Madrid, en que la metròpoli espanyola va acordar amb Lisboa que el departament de Colonia del Sacramento (pertanyent a Portugal, actualment pertany a l'Uruguai) seria cedida als espanyols a canvi del territori dels Set Pobles de les Missions, que passaria a mans lusitanes. En la regió que els pobles indígenes guaranís anomenaven Tapé, els nadius mantenien extensos territoris de cria de bestiar i es resistiren a abandonar les terres que havien ocupat històricament.

## Biografia

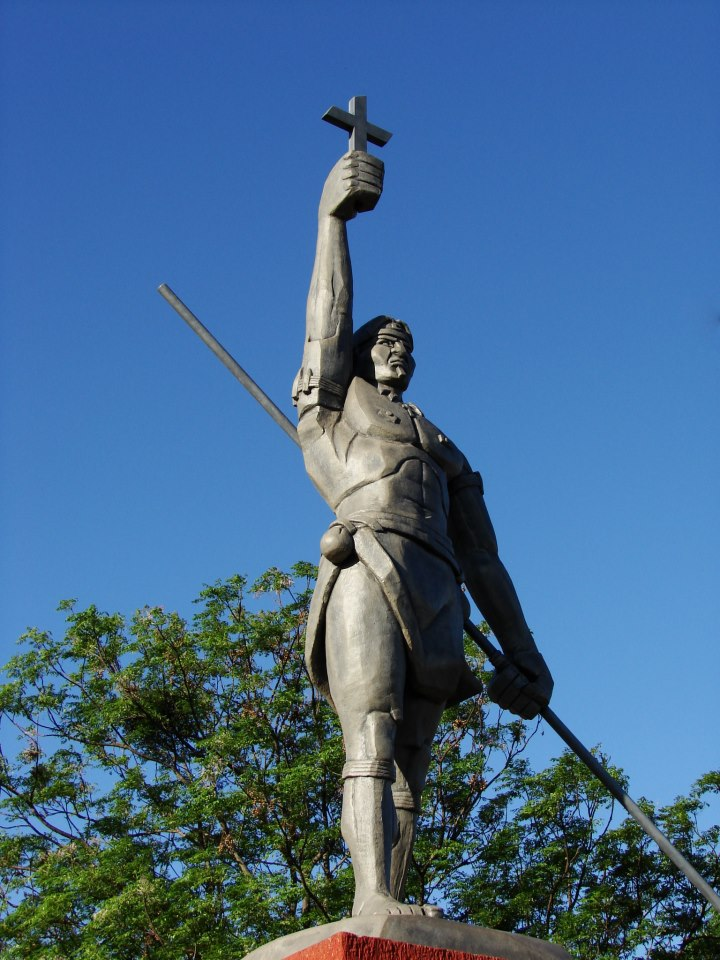
Escultura de Sepé Tiaraju al municipi de São Luiz Gonzaga.

Els registres que permeten la documentació de la història de Sepé Tiaraju provenen, en la seva majoria, de documentacions primàries fetes per militars involucrats en l'acompliment dels acords signats en el Tractat de Madrid. Altres fonts sobre la història del guerrer provenen també de pares jesuïtes que vivien amb els indis en els seus pobles, amb l'objectiu d'avançar en la seva immersió cultural i conversió al catolicisme. A més dels relats dels colonitzadors, l'oralitat present en la cultura indígena va aconseguir que la història i els fets de Sepé Tiaraju passessin de generació en generació en els diferents pobles indigenes de la regió. D'acord amb tals relats, els historiadors estimen que Sepé Tiaraju hauria nascut entre la segona i la tercera dècada del segle xviii. La història construïda a partir de tals registres explica que Sepé Tiaraju va néixer en un poblat que va ser devastat pels colons. Sepé va quedar orfe i va ser criat per famílies d'un altre poblat guaraní. La trajectòria de Sepé amb la seva gent mostra una valuosa formació en l'art de la guerra i un fort esperit de protecció de la terra.
Les lluites que van dur Sepé Tiaraju i el seu poble van desencadenar-se per la temptativa de desocupació de territoris dels Set Pobles de les Missions, objectiu definit pel Tractat de Madrid. Desobeint l'ordre de deixar Tapé, els exèrcits espanyol i portuguès van iniciar els combats contra Tiaraju i els seu poble. La lluita liderada pel guerrer va contar amb el suport d'alguns missioners jesuïtes, com el Pare Altamirano i el Pare Balda, que es trobaven en la regió en missió evangelitzadora. El suport de figures religioses és ressaltat en els documents i obres que relaten la vida de Tiaraju; es va tractar d'un fet excepcional, ja que els jesuïtes habitualment prenien partit en contra de les lluites indígenes.
El 1756, els indis liderats per Sepé es preparaven per una trobada amb les tropes espanyoles als afores de la localitat de Rio Pardo (actual São Gabriel). La principal frase atribuïda a Sepé va ser dita en l'ocasió de l'encontre amb els espanyols: «Aquesta terra té amo». En la batalla de Caiboaté van morir prop de 1.500 indis, entre ells Sepé Tiaraju, el 7 de febrer –cal tenir en consideració que la població indígena als Set Pobles era d'entre 30 i 50 mil persones. Sepé Tiaraju va ser succeït per altre líders, com Nicolau Nhenguiru, però aquests no van seguir els plans defensius planejats per Sepé i van acabar morint en successives batalles.

## Llegat

### Llegenda de São Sepé
La Batalla de Caiboté en que Sepé Tiaraju va ser mort pels militars espanyols dona origen a una llegenda que diu que Sepé Tiaraju va pujar als cels, doncs el seu cos no va ser trobat. La llegenda va fer que la figura de Sepé quedés popularment coneguda com un sant, i sovint se'l diu São Sepé. Hi ha un projecte de canonització de Tiaraju, comandada per Antônio Cecchin, germà marista i president del Comitè de l'any de Sepé Tiaraju de 2005-06. No obstant això el procés de canonització divideix opinions dins l'Església Catòlica, principalment a causa de les incerteses, fets reals i mites que es barregen en la biografia de l'heroi. La diòcesi de Bagé, emperò, va obtenir la autorització per començar el procés de canonització.

### Homenatges

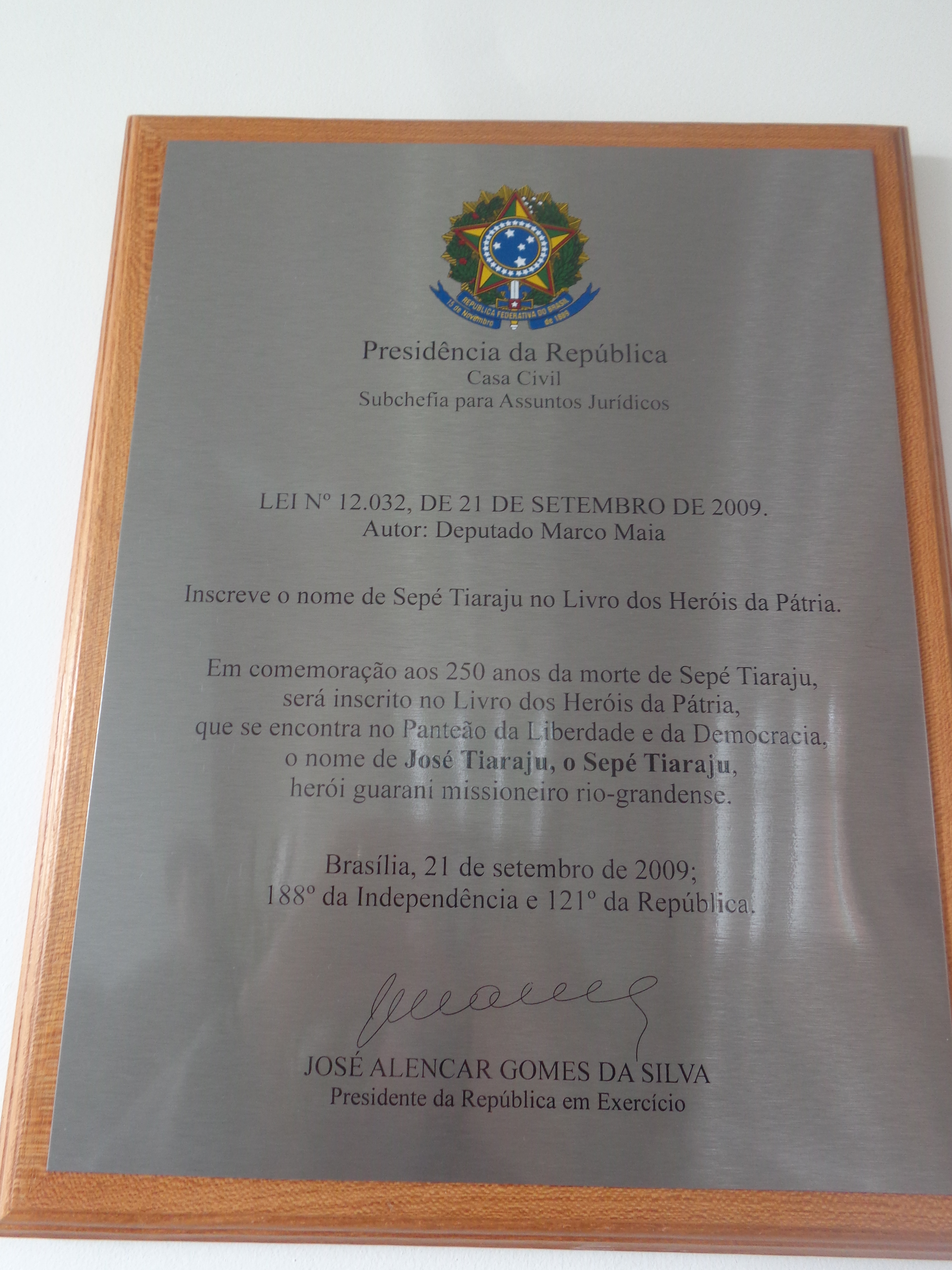
Placa commemorativa de la inscripció de Sepé Tiaraju en el Llibre dels Herois de la Pàtria.

El febrer de 2006 una gran programació cultural va commemorar el 250è aniversari de la mort de Sepé Tiaraju en la ciutat de São Gabriel. El 19 d'abril d'aquell mateix any, la ciutat de São Luiz Gonzaga va retre homenatge al líder Sepé Tiaraju inaugurant una escultura seva. Més tard, el 8 de desembre de 2015, aquest municipi va denominar la seu de l'Alcaldia Paço Municipal Sepé Tiaraju.
En virtut de la Llei Federal n. 12.032, de 2009, el Congrés Nacional del Brasil va segellar l'entrada del guerrer en el Llibre dels Herois i Heroïnes de la Pàtria, un memorial situat al Panteó de la Pàtria i de la Llibertat Tancredo Neves (Brasília), on s'inscriuen el nom de personalitats destacades per la seva lluita en defensa dels valors o el territori brasiler.
Sepé va restar conegut entre el poble gaúcho com l'heroi de la resistència. La derrota a la batalla de Caiboaté va ser decisiva pel futur de Rio Grande do Sul, que acabaria cedit al Regne de Portugal, el que va permetre que més tard el territori passés a l'Imperi del Brasil. El valor de la figura de Sepé Tiaraju en la història de l'estat està representat en l'exaltació que es fa de l'heroi per la bravura i resistència del guaraní, emmarcada per la cèlebre expressió «Aquesta terra té amo». Se li han dedicat cançons, poesies i monuments, i existeix una ruta turística que repassa els fets ocorreguts als Set Pobles. Sepé Tiaraju va ser oficialment registrat com heroi gaúcho i com símbol nadiu. El mes de febrer és considerat el mes en homenatge la Sepé per l'imaginari popular.

### Obres dedicades a l'heroi

#### Literatura
- 1769: O Uraguai, de Basílio da Gama.[14] Aquest poema és una de les primeres obres literàries que va tractar de la trajectòria de Sepé Tiaraju.
- 1913: O Lunar de Sepé, de João Simões Lopes Neto.[15] Obra responsable per la popularització de la història del guerrer.
- 1949: O tempo e o vento (O Continente), de Erico Verissimo.[16] L'obra es basa en el sorgiment de la figura heroica de Tiaraju entre els indígenes dels Set Pobles de les Missions i els pares jesuïtes de a Tapé.
- 1975: Sepé Tiaraju: Romance dos Sete Povos das Missões, de Alcy Cheuiche.[17] Novel·la que va consagrar la figura de Sepé com a guerrer i representant del poble gaúcho.[2]
- 1985: Sepe Tiaraju, de Tau Golin.[18] Una de les obres més recents sobre el guaraní.
- 2005: Esta Terra Tem Dono, Esta Terra é Nossa: a saga do índio missioneiro Sepé Tiaraju, de Roberto Rossi Jung.[19] Obra que aborda la divisió dels territoris nacionals a partir de la història de Sepé Tiaraju.

#### Còmics
- 1945: Rodolpho Iltzche va adaptar la història de Sepé en una tira còmica publicada en el Suplemento Juvenil.[20]
- Anys 60: el dibuixant de còmics Flávio Colin va il·lustrar la història de Sepé per a la cooperativa CETPA, que havia estat creada pel llavors governador de Rio Grande do Sul, Leonel Brizola.[21][22]
- 1979: Colin reprèn el personatge en la revista Especial de Quadrinhos - Sertão e Pampas de l'editora Grafipar de Curitiba, amb guions de Luiz Rettamozo.[23][24]
- 1988: va ser publicat l'àlbum Sepé Tiaraju - Historias das Ruínas de São Miguel, basat en la novel·la d'Alcy Cheuiche i amb dibuixos de José Melgar.[22]
- 2010: la Cambra dels Diputats publica la revista Sepé Tiaraju – O índio, o homem, o herói, amb guió de Luiz Gatto i dibuixos de Plínio Quartim. Va ser distribuïda gratuïtament en escoles i biblioteques i disponibilitzada online al web de l'organisme.[25][26]
- 2012: l'editora Cortez va publicar Sete Povos das Missões, escrita i dibuixada per Walter Vetillo.[22]
- 2016: Clayton Cardoso va publicar Sepé Tiaraju, a Saga De Um Herói, amb consultoria de l'historiador Mário Simon.[27]